# Новица Домазет
Новица Домазет (Влаховићи, код Љубиња, 28. јун 1913 — Доње Зијемље, код Невесиња, 22. март 1943) био је учесник Народноослободилачке борбе и народни херој Југославије.

## Биографија
Рођен је 28. јуна 1913. године у селу Влаховићима, код Љубиња. Потицао је из јако сиромашне породице. После завршене основне школе живео је у родном месту, бавећи се земљорадњом и другим физичким пословима. После одслужења војног рока, запослио се у жандармерији и до почетка Априлског рата, 1941. године радио као жандар у Нишу.
После окупације Југославије, одбио је да настави да ради жандарски посао у служби окупатора и крајем априла се, наоружан, вратио у родно место. Одмах по доласку, саветовао је људе да скривају оружје од Италијана и усташа, који су током априла и маја 1941. године вршили преметачине, прикупљали оружје и пљачкали села.
После усташких злочина над Србима у срезовима Столац и Љубиње, у другој половини јуна 1941. године, народ је почео да се припрема за устанак са жељом да се одупре усташама. Новица је тада међу првима, почео да окупља људе око себе и да их припрема за пружање отпора усташама. Због великог угледа, који је имао међу сељацима, Новица је у лето 1941. године био изабран за заменика командира Влаховићке устаничке чете. У првим борбама на Бишини, као и на путу Столац-Љубиње, Новица се показао као храбар и сналажљив борац.
Почетком 1942. године, његова чета је успела да зароби једног италијаснког мајора. Тада је заједно са својим братом Миланом Домазетом, ишао на преговоре са Италијанима и у замену за мајора, тражио пуштање из затвора великог броја талаца – жена, девојака и деце из села Поплат. У близини села Поплат, код Берковића, на путу Љубиње-Столац, 10. марта 1942. године његова чета је сачекала немачку моторизовану колону од 30 камиона, која је превозила опљачкани херцеговачки дуван. У пратњи овог транспорта налазило се и око 200 немачких војника. После четворочасовне борбе, ова немачка моторизована колона је била потпуно разбијена, а успех у овој борби се брзо прочуо међу борцима и народом Херцеговине и о њему је писало и у „Билтену Врховног штаба“.
Новица и Милан Домазет, су временом, после низа успешних акција, добијали на све већој популарности код народа у источној Херцеговини, а почеле су се и певати песме о њиховом јунаштву. Ово је било веома значајно за Народноослободилачки покрет (НОП), јер је у то време дошло до све веће поделе, међу првобитно заједничким устаничким снагама, на партизане и четнике.
Средином априла 1942. године, Новица је постављен за заменика команданта Другог ударног батаљона, с којим се убрзо прославио у борбама против четника и Италијана на Бишини, дуж комуникације Мостар-Невесиње и на Бакрачуши и Вилењаку, у другој половини априла и маја 1942. године. Само у периоду од 13. до 18. маја 1942. године, непријатељу је његов батаљон нанео губитке од више стотина мртвих, рањених и заробљених војника, међу којима је било и седам официра, од којих један италијански пуковник.
Јуна 1942. године, у време одласка пролетерских бригада у Босанску крајину, Новицин батаљон је био одсечен од главнине партизанских снага у Херцеговини, па се његов батаљон није могао упутити ка западној Босни. У веома тешким данима за Народноослободилачки покрет у Херцеговини, остао је на окупираној територији и наставио да води борбе са италијанским и усташко-домобранским снагама. Водио је борбе и против четника, коју су поштовали његову популарност међу народом источне Херцеговине и покушавали да га придобију на своју страну.
У току друге половине 1942. године његово село Влаховићи и ближа околина, представљали су једну од ретких слободних територија у Херцеговини, под контролом партизана. Ту су се склањали и илегални партијски радници из других делова Херцеговине. У једном четничком нападу на Влаховиће, Новица је био рањен, али је успео да се извуче. Потом се још једном нашао у тешкој ситуацији, када је опкољен са свих страна, само са ножем у рукама, успео да се пробије из четничког обруча.
Почетком марта 1943. године, у време Четврте непријатељске офанзиве, са групом бораца батаљона „Искра“ ушао је у састав Десете херцеговачке ударне бригаде и био постављен за заменика команданта Четвртог батаљона. Продирући у Невесињско поље и према Мостару, Десета херцеговачка бригада је водила тешке и даноноћне борбе с бројним четничким, усташко-домобранским и италијанским снагама. Новицин батаљон је тада водио тешке борбе против четника на Зијемљу и против Италијана на Пориму, недалеко од Мостара.
Новица је погинуо 22. марта 1943. године у јуришу на утврђене италијанске положаје на Пориму. Пре тога је стојећи бацао бомбе на италијанске бункере, а затим је своје борце повео у јуриш у коме је непријатељ био разбијен и заплењена велика количина наоружања и друге војне опреме.
Указом Председништва Антифашистичког већа народног ослобођења Југославије (АВНОЈ) 26. јула 1945. међу првим борцима Народноослободилачке војске, проглашен је за народног хероја.

## Породица
Скоро читава породица Домазет из села Влаховића, код Љубиња, учествовала је у Народноослободилачкој борби, а најпознатији су били Новица и његов брат од стрица Милан.
Милан Домазет (1917–1943), земљорадник, заједно са братом Новицом 1941. године био организатор устанка у љубинском срезу, а касније руководилац у Љубинском батаљону. Од почетка 1943. године је био у Десетој херцеговачкој ударној бригади, где је се налазио на дужности команданта Шестог батаљона. У току борби на Сутјесци, маја 1943. године био рањен и убрзо умро као тешки рањеник у Централној болници на Шћепан Пољу.
Поред њих, као борци Десете херцеговачке бригаде борили су се и Милосав Домазет, Милорад Домазет (1922—1944), Ристо Домазет, Владо Домазет, Вукан Домазет и Марко Домазет, који је био рођени брат Новице Домазета. Син Новицине сестре Стане познати је песник Рајко Петров Ного.